# Gravenstein (Schiff, 1906)
Die Gravenstein war ein 1906 gebautes Frachtschiff, das zunächst unter dänischer, dann ab 1923 unter deutscher Flagge fuhr und im Zweiten Weltkrieg von der Kriegsmarine als Wohnschiff genutzt und schließlich 1945 in Gotenhafen als Hafensperre versenkt wurde.

## Bau und technische Daten
Das Schiff lief im Jahre 1906 auf der Werft Burmeister & Wain Maskin- og Skibsbyggeri in Kopenhagen mit der Baunummer 249 und dem Namen Tranquebar vom Stapel und wurde im Juni 1906 von der Kopenhagener Reederei Det Østasiatiske Kompagni in Dienst gestellt. Es war 112,8 m lang und 14,5 m breit und hatte 8,4 m Tiefgang. Die Tranquebar war mit 3.453 BRT und 2227 NRT vermessen und ihre Tragfähigkeit betrug 6.360 tdw. Die ebenfalls von Burmeister & Wain  hergestellte Maschinenanlage von drei Dampfkesseln und einer Dreifachexpansionsdampfmaschine lieferte 1.700 PSi und ermöglichte eine Dienstgeschwindigkeit von 10,5 Knoten.

## Schicksal
Die Tranquebar, benannt nach der südindischen Stadt Tranquebar, die von 1620 bis 1845 eine dänische Kolonie gewesen war, fuhr im Liniendienst nach Südost- und Ostasien. Im Oktober 1915 wurde sie an die ebenfalls in Kopenhagen domizilierte Tochtergesellschaft Dampskibsselskabet Orient (D/S Orient) abgegeben, mit der die Østasiatiske Kompagni in diesem Jahr in die Trampschifffahrt einstieg.
Nach dem Ende des Ersten Weltkriegs, als die deutsche Handelsmarine nach den Kriegs- und Reparationsverlusten ihre Tonnage durch den Kauf alter Schiffe erst wieder aufbauen musste, kam die Tranquebar im August 1923 für 600.000 Kronen an die im November 1921 gegründete Dampfschiffahrtsgesellschaft „Visurgis“, die das verbliebene Vermögen der liquidierten Bremer Segelschiffs-Reederei Rhederei „Visurgis“ AG übernommen hatte und das Schiff in Hansa umbenannte. Die neue „Visurgis“ war weder kapitalkräftig noch sehr erfolgreich. Sie besaß neben der Hansa nur ein weiteres Schiff, die 1899 als Viehtransporter gebaute und 1922 gekaufte Brema (ex Granada), fuhr jedes Jahr Verluste ein und war schon nach wenigen Jahren auf dem Weg zur Abwicklung. Die Brema wurde bereits im Februar 1927 nach Griechenland verkauft, die Hansa 1928 an die Reederei Arnold Bernstein in Hamburg, wo sie in Gravenstein umbenannt wurde.
Nachdem Bernstein, wohl aufgrund seiner jüdischen Abstammung, 1937 wegen Devisenvergehens angeklagt und 1938 verurteilt worden war und seine Unternehmen danach zum Zweck der Eintreibung seiner ungemein hohen Geldstrafe zwangsverkauft wurden, wurde die Gravenstein 1939 von der Horn-Linie erworben. Zuvor, um den Namen Bernstein aus der Öffentlichkeit zu tilgen, waren alle seine noch unter seinem Namen fahrenden Schiffe bereits 1938 an die Red Star Linie GmbH übertragen worden, die er 1935 gekauft hatte. Die Eigner der Horn-Linie, Erich Müller-Stinnes und Heinz Horn, hatten bereits 1934 die Westindische Schiffahrtskontor GmbH gegründet, die Anteilseigner und 1939 Korrespondentreeder aller Schiffe der Horn-Linie wurde. Auch die Gravenstein kam daher zunächst 1939 an das Westindische Schiffahrtskontor, dann 1940 aber wieder an die Horn-Linie.
Das alte Schiff wurde 1941 von der Kriegsmarine requiriert und dann als Wohnschiff in Gotenhafen verwendet. Es nahm in den ersten Monaten des Jahres 1945 an der Evakuierung deutscher Truppen und Flüchtlinge aus Ostpreußen teil (Unternehmen Hannibal) und wurde schließlich am 27. März 1945 als Blockschiff vor der Einfahrt zum Bassin II (auf Position 54° 32′ N, 18° 34′ O) in Gotenhafen versenkt. Das Wrack wurde nach Kriegsende beseitigt und verschrottet.